# توریچ
توریچ (بوسنیایی: Turić) یک منطقهٔ مسکونی در بوسنی و هرزگوین است که در گراداچاتس واقع شده‌است.